# شیمونگ، نیوجرسی

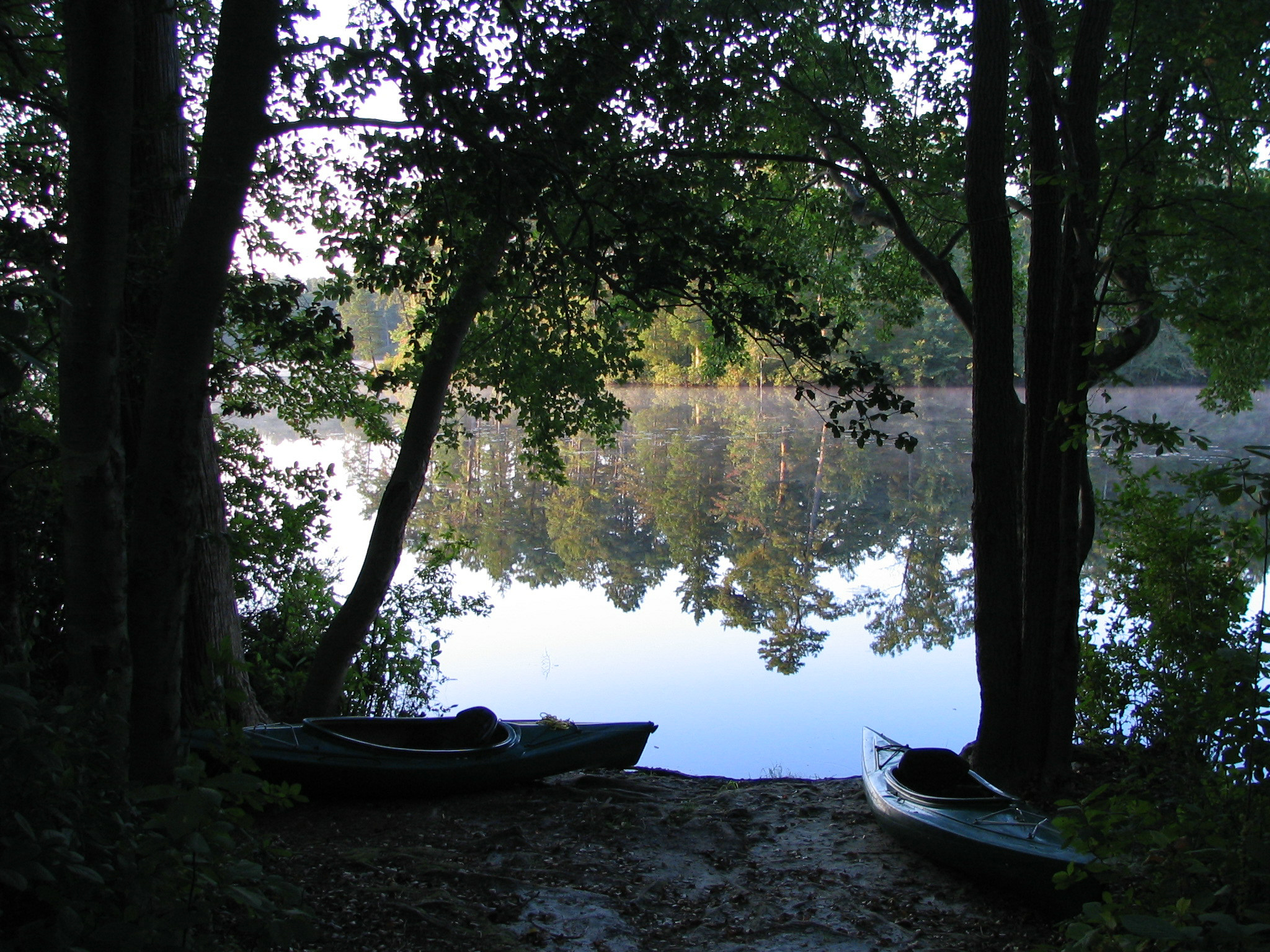
منطقه تفریحی آتیشن در جنگل ایالت وارتون، نیوجرسی، ایالات متحده.

شیمونگ (به انگلیسی: Shamong Township) شهری در ایالت نیوجرسی کشور ایالات متحده آمریکا است که جمعیت آن در سرشماری سال ۲۰۱۰ میلادی، ۶٬۴۹۰ نفر بوده‌است.